# 塔逊寺

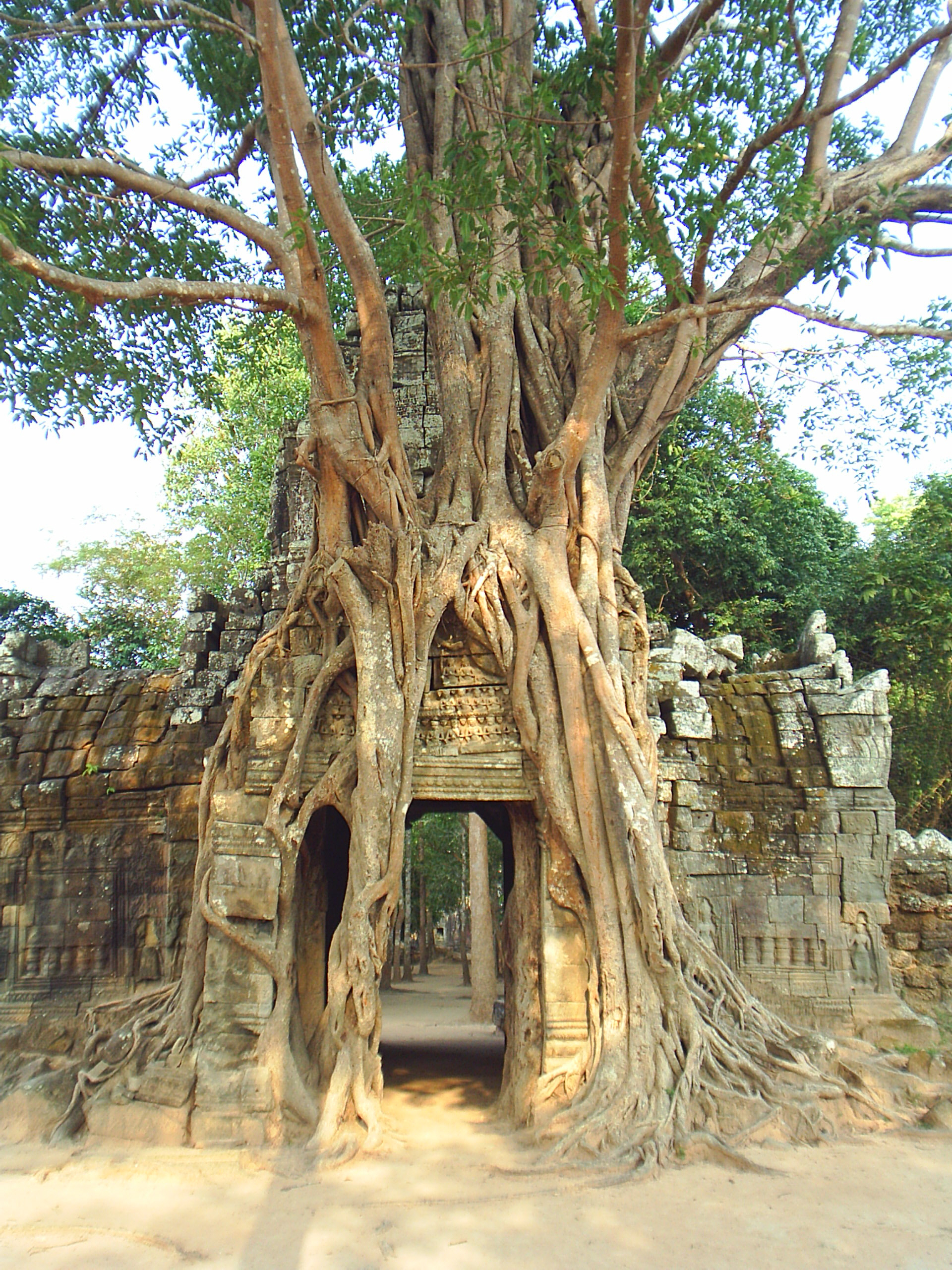
達松將軍廟

13°27′52″N 103°54′46″E / 13.46444°N 103.91278°E
達松將軍廟（Ta Som），位於亞洲柬埔寨吳哥古迹內，完成於12世紀末，用以祭祀微笑國王闍耶跋摩七世（Jayavarman VII）的父親。四周被卡波克樹（吉贝）環抱，而东門可以看到巨樹包裹了整個門廊的景象。
| 年代     | 12世紀晚期，13世紀                         |
| 風格     | Bayon(第三期)                              |
| 統治時期 | 闍耶跋摩七世，後來由达烂因陀罗跋摩二世擴建 |

## 旅遊鑑賞重點

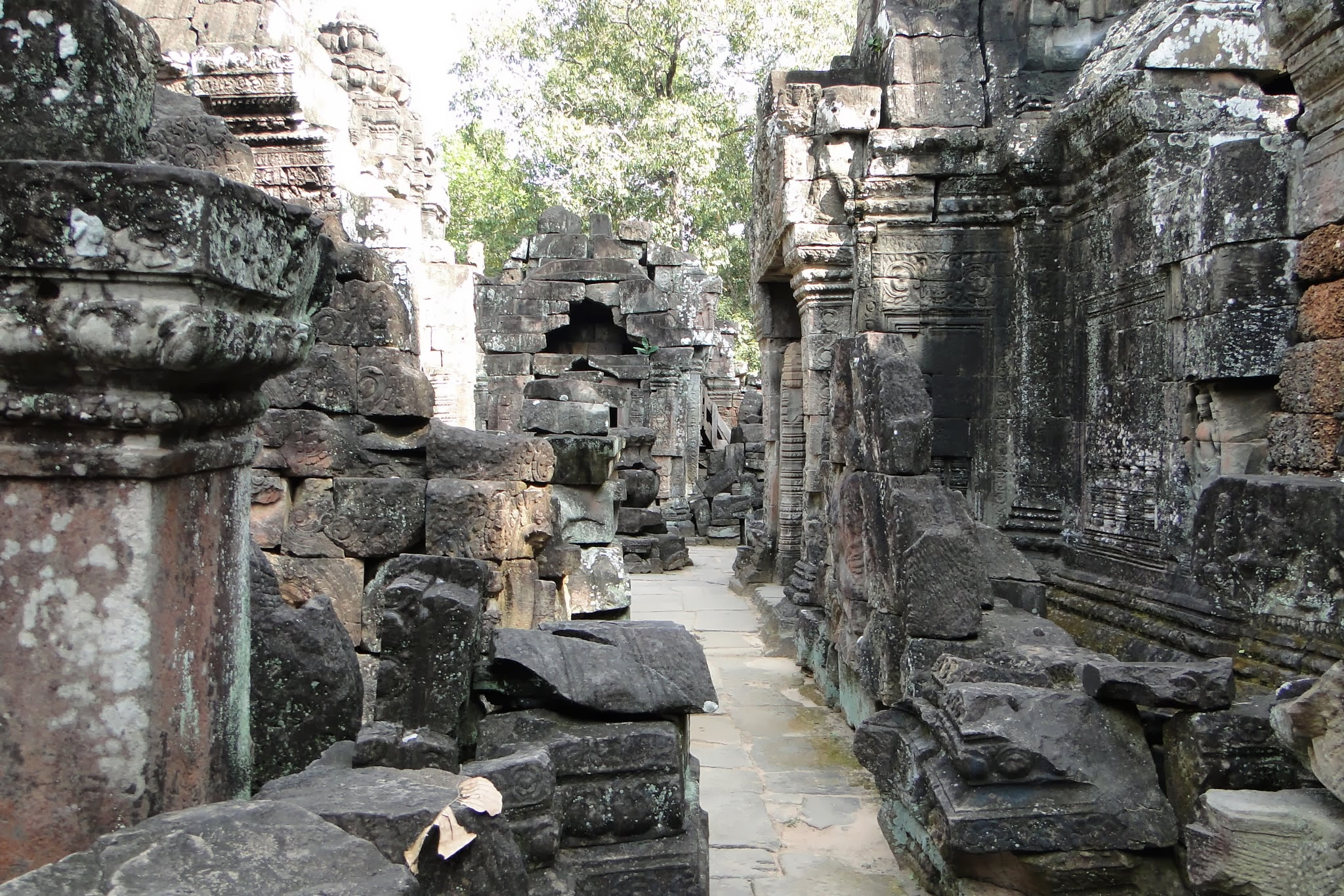
寺庙遗址

- 外牆上的人面塔
- 內牆緊密且富藝術氣息